# Isoperla debilis
Isoperla debilis är en bäcksländeart som beskrevs av Kohno 1953. Isoperla debilis ingår i släktet Isoperla och familjen rovbäcksländor. Inga underarter finns listade i Catalogue of Life.